# Stefan Lindfors
Stefan Lindfors, född 3 maj 1962 i Mariehamn på Åland, är en finlandssvensk formgivare, skulptör och filmskapare. Han tog sin examen som inredningsarkitekt vid Konstindustriella högskolan i Helsingfors 1988.
Lindfors slog igenom internationellt med sin Scarago-lampa (Ingo Maurer GmbH), som presenterades i Milano under möbelmässan 1988. Efter detta har han designat bland annat möbler, bruksföremål, lampor, tyger, kakel, tapet, smycken och affischer både för den finländska och utländska marknaden.
Stefan Lindfors har fått tiotals priser i olika designertävlingar under sin karriär. En av de viktigaste erkännandena enligt Stefan själv är Muutoksentekijä-priset från Väinö Tanner-stiftelsen som han fick år 1992.